# Lucheng (socken i Kina, Hubei)
Lucheng (kinesiska: 陆城街道, 陆城) är en socken i Kina. Den ligger i provinsen Hubei, i den centrala delen av landet, omkring 270 kilometer väster om provinshuvudstaden Wuhan. Antalet invånare är 90849. Befolkningen består av 46 096 kvinnor och 44 753 män. Barn under 15 år utgör 11,0 %, vuxna 15-64 år 78 %, och äldre över 65 år 10,0 %.
Genomsnittlig årsnederbörd är 1 411 millimeter. Den regnigaste månaden är maj, med i genomsnitt 211 mm nederbörd, och den torraste är december, med 16 mm nederbörd.